# Карабогетський сільський округ (Мойинкумський район)
Карабоге́тський сільський округ (каз. Қарабөгет ауылдық округі, рос. Карабогетский сельский округ) — адміністративна одиниця у складі Мойинкумського району Жамбильської області Казахстану. Адміністративний центр — село Карабогет.
Населення — 1394 особи (2021; 1603 у 2009, 1989 у 1999, 3960 у 1989).
Станом на 1989 рік існували Карабугетська сільська рада (село Карабугет), Кумузецька сільська рада (села Арал, Кумузек, Сати) та Сариозецька сільська рада (села Байтал, Сариозек). 1993 року сільські ради перетворені в Карабогетську сільську адміністрація, Кумозецький сільський округ та Сариозецький сільський округ. 1997 року усі три адміністративні одиниці були об'єднані в Карабогетський сільський округ. Село Байтал було ліквідоване 2019 року. Того ж року до складу округу було включено 0,10 км² земель державного земельного фонду.

## Склад
До складу округу входять такі населені пункти:
| Населений пункт | Старі назви                        | Населення, осіб (1989) | Населення, осіб (1999) | Населення, осіб (2009) | Населення, осіб (2021) |
| --------------- | ---------------------------------- | ---------------------- | ---------------------- | ---------------------- | ---------------------- |
| Арал, село      | Отділення №2 совхоза Фурмановський | 28                     | 54                     | -                      | -                      |
| Байтал, село    | -                                  | 318                    | 80                     | 1                      | -                      |
| Карабогет, село | Карабугет                          | 1419                   | 657                    | 491                    | 446                    |
| Кумозек, село   | Кумузек                            | 1370                   | 921                    | 729                    | 602                    |
| Сариозек, село  | -                                  | 717                    | 277                    | 382                    | 346                    |
| Сати, село      | -                                  | 108                    | -                      | -                      | -                      |